# 152 mm M1910/34
Il 152 mm M1910/34  (in russo: 152-мм пушка образца 1910/34 годов) era un cannone campale pesante sovietico, modernizzazione del M1910/30, a sua volta basato sul M1910.

## Storia

### Sviluppo e produzione
Il M1910/30 era il risultato di una limitata modernizzazione di una bocca da fuoco risalente alla Grande Guerra, che non risolveva i problemi di ridotto brandeggio e di limitata mobilità, dovuta all'assenza di sospensioni ed al trasporto separato della canna. Venne così programmata un'ulteriore modernizzazione, che risolveva questi problemi adottando l'affusto a code divaricabili del cannone da 122 mm M1931. Un prototipo venne testato sul campo dal 16 maggio 1934 al 16 giugno 1935, quando venne consegnato all'Armata Rossa per i test di accettazione. I risultati furono positivi ed il pezzo venne ufficialmente adottato come cannone da 152 mm M1910/34'. Grazie all'elevato angolo di azimuth di 45°, a volte veniva classificato come obice. La produzione iniziò presso gli impianti delle Officine Motovilicha a Perm' nel 1934 e continuò fino al 1937, con un totale di 275 esemplari realizzati.

### Organizzazione ed impiego operativo
Secondo l'organizzazione dell'Armata Rossa, i cannoni da 152 mm erano assegnati ai reparti di artiglieria di corpo d'armata e della Riserva del Comando Generale (con reggimenti di 24 pezzi ciascuno).
Allo scoppio della Grande Guerra Patriottica, l'Armata Rossa schierava 146 o 275 cannoni M1910/34. Furono indubbiamente usati in combattimento nonostante l'assenza di report dal fronte, probabilmente a causa del ridotto numero di esemplari.
Alcuni pezzi furono catturati dalla Wehrmacht, che li impiegò come 15,2 cm K 433/2(r).

## Tecnica
Il M1910/34 combinava la bocca da fuoco del M1910/30 con l'affusto del cannone 122 mm M1931/37 (A-19). La canna era del tipo composito, con otturatore a vite interrotta e sistema di rinculo costituito dal freno di sparo idraulico e recuperatore idropneumatico. L'affusto a code divaricabili aveva sospensioni a balestra e ruote con pneumatici pieni.
La seconda modernizzazione del M1910 incrementava significativamente la mobilità ed il brandeggio. La canna non era più trasportata separatamente, abbreviando i tempi di messa in batteria. L'elevazione aumentata prolungava la gittata sensibilmente. Tuttavia rimanevano alcuni problemi: il meccanismo di elevazione era combinato con l'equilibratore in un unico meccanismo, che causava una bassa velocità di elevazione; l'elevazione massima di 45° venne considerata insufficiente; la parte superiore dell'affusto era complicata da produrre. Di conseguenza continuarono i tentativi di miglioramento del pezzo, che portarono infine alla realizzazione del 152 mm M1937.

## Munizionamento
| Munizionamento disponibile                     |                 |             |                        |                           |             |
| Tipo                                           | Modello         | Peso, kg    | Peso carica, kg        | Velocità alla volata, m/s | Gittata, km |
| Proietti perforanti                            |                 |             |                        |                           |             |
| APHE                                           | BR-540          | 48,8        | 0,66                   | 600                       | 4,0         |
| APBC (da fine 1944)                            | BR-540B         | 46,5        | 0,48                   | 600                       | 4,0         |
| Semi perforante navale                         | M1915/28        | 51,07       | 3,2                    | 573                       | 5,0         |
| HEAT                                           | BP-540          | 27,44       |                        | 680                       | 3,0         |
| Proietti antibunker                            |                 |             |                        |                           |             |
| Granata antibunker da obice                    | G-530 / G-530Sh | 40,0        | 5,1                    | 665                       | 15,6        |
| Granata antibunker da cannone                  | G-545           | 56,0        | 4,2                    |                           |             |
| Proietti ad alto esplosivo ed a frammentazione |                 |             |                        |                           |             |
| Granate da cannone                             |                 |             |                        |                           |             |
| HE-Frammentazione, acciaio                     | OF-540          | 43,6        | 5,9-6,25               | 650                       | 16,8        |
| HE-Frammentazione, acciaio                     | OF-540Zh        | 43,6        | 5,9-6,25               |                           |             |
| HE, obsoleta                                   | F-542           | 38,1        | 5,86                   | 660                       | 13,8        |
| HE, obsoleta                                   | F-542G          | 38,52       | 5,83                   |                           |             |
| HE, obsoleta                                   | F-542ShG        | 41,0        | 5,93                   |                           |             |
| HE, obsoleta                                   | F-542Sh         | 40,6        | 6,06                   | 650                       | 12,8        |
| HE, obsoleta                                   | F-542ShU        | 40,86       | 5,96                   |                           |             |
| HE, obsoleta                                   | F-542U          | 38,36       | 5,77                   |                           |             |
| Howitzer shells                                |                 |             |                        |                           |             |
| HE-Frammentazione, acciaio                     | OF-530          | 40,0        | 5,47-6,86              |                           |             |
| HE-Frammentazione, ferro acciaioso             | OF-530A         | 40,0        | 5,66                   |                           |             |
| HE, obsoleta                                   | F-533           | 40,41       | 8,0                    |                           |             |
| HE, obsoleta                                   | F-533K          | 40,68       | 7,3                    |                           |             |
| HE, obsoleta                                   | F-533N          | 41,0        | 7,3                    |                           |             |
| HE, obsoleta                                   | F-533U          | 40,8        | 8,8                    |                           |             |
| HE, ferro acciaioso, obsoleta, francese        | F-534F          | 41,1        | 3,9                    |                           |             |
| HE per 152 mm M1931 (NM)                       | F-521           | 41,7        | 7,7                    |                           |             |
| HE, inglese per obice 152 mm Vickers           | F-531           | 44,91       | 5,7                    |                           |             |
| Shrapnel                                       |                 |             |                        |                           |             |
| Shrapnel con miccia da 45 sec                  | Sh-501          | 41,16-41,83 | 0,5 (680—690 pallette) |                           |             |
| Shrapnel con miccia T-6                        | Sh-501T         | 41,16       | 0,5 (680—690 pallette) |                           |             |
| Proietto illuminante                           |                 |             |                        |                           |             |
| Illuminante, 40 sec                            | S 1             | 40,2        |                        |                           |             |
| Proietto a caricamento chimico                 |                 |             |                        |                           |             |
| Frammentazione-chimica, da cannone             | OH-540          |             |                        |                           |             |
| Chimica, da obice                              | HS-530          | 38,8        |                        |                           |             |
| Chimica, da obice                              | HN-530          | 39,1        |                        |                           |             |
| Chimica (dopoguerra)                           | ZHZ             |             |                        |                           |             |

| Capacità di penetrazione       |                          |                          |
| APHE BR-540                    |                          |                          |
| Gittata, m                     | Angolo d'impatto 60°, mm | Angolo d'impatto 90°, mm |
| 500                            | 105                      | 125                      |
| 1000                           | 95                       | 115                      |
| 1500                           | 85                       | 105                      |
| 2000                           | 75                       | 90                       |
| APBC BR-540B                   |                          |                          |
| Gittata, m                     | Angolo d'impatto 60°, mm | Angolo d'impatto 90°, mm |
| 500                            | 105                      | 130                      |
| 1000                           | 100                      | 120                      |
| 1500                           | 95                       | 115                      |
| 2000                           | 85                       | 105                      |
| Navale semiperforante M1915/28 |                          |                          |
| Gittata, m                     | Angolo d'impatto 60°, mm | Angolo d'impatto 90°, mm |
| 100                            | 110                      | 136                      |
| 500                            | 104                      | 128                      |
| 1000                           | 97                       | 119                      |
| 1500                           | 91                       | 111                      |
| 2000                           | 85                       | 105                      |